# 岡鹿之助

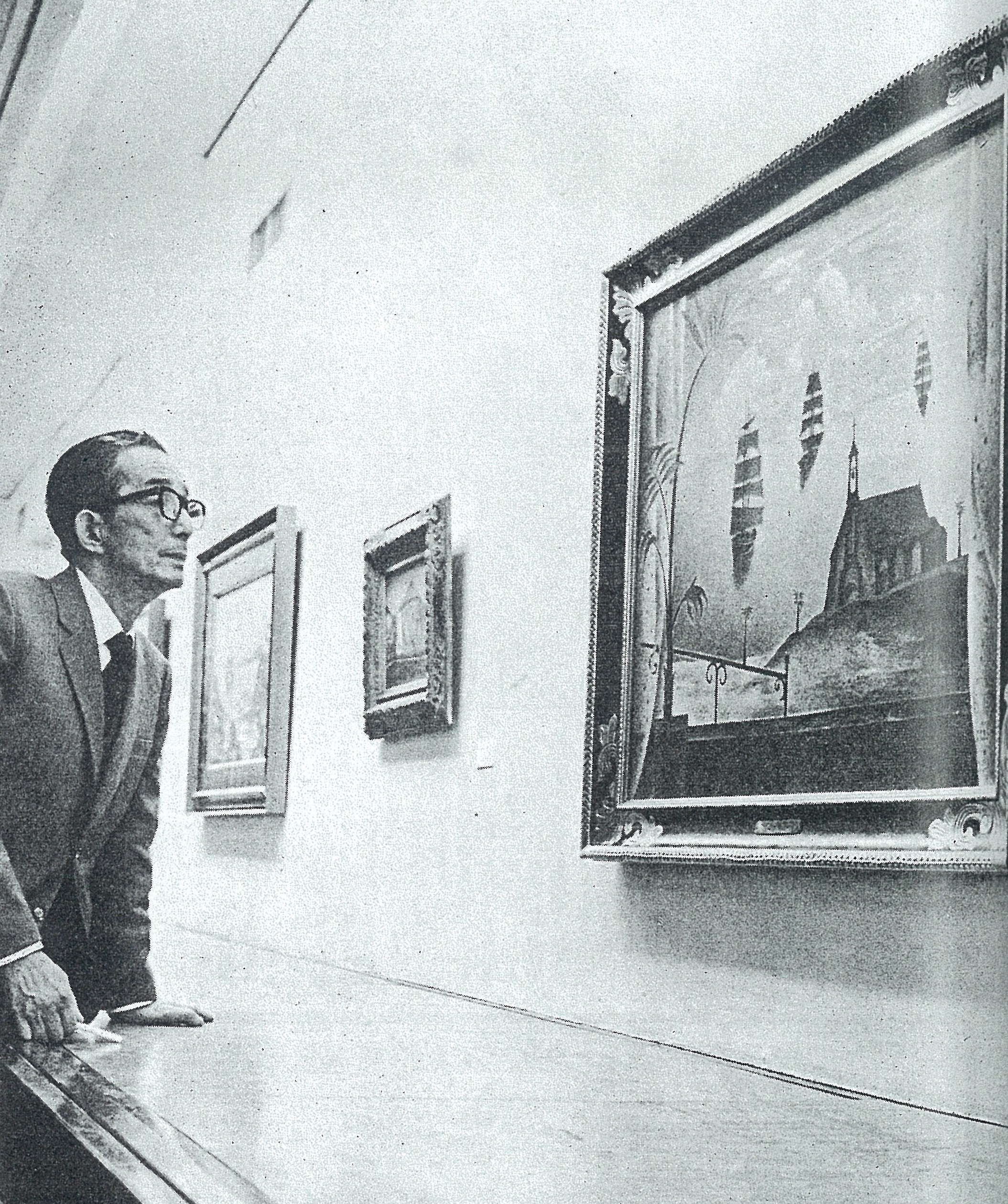
作品を眺める岡

岡 鹿之助（おか しかのすけ、1898年〈明治31年〉7月2日 - 1978年〈昭和53年〉4月28日）は、昭和時代に活躍した洋画家。文化勲章受章者。東京府麻布区出身。

## 人物
劇評家岡鬼太郎の長男として東京に生まれる、実弟に岡畏三郎（美術史家、2010年に96歳で没）。
鹿之助は自分の絵のマチエールが西洋絵画のそれに比べて劣ることに悩み、試行錯誤の末到達したのが彼の作風を特徴づける点描画法である。西洋近代絵画史において点描画法を用いる代表的な作家としてジョルジュ・スーラが挙げられるが、当時の鹿之助はそのころまだ無名に近かったスーラの作品は知らなかったという。スーラの点描法は、キャンヴァス上に並置された異なった色の2つの点が視る人の網膜上で混合し別の色を生み出すという、「視覚混合」の理論を応用したものであったのに対し鹿之助の点描はむしろ同系色の点を並置することによって堅固なマチエールを達成しようとするものである。鹿之助はこの技法を用いて、静けさに満ちた幻想的な風景画（雪景色を描いたものが多い）を多く残した。

## 来歴
- 1898年 東京市麻布区劇評家の岡鬼太郎の長男として生まれる。
- 麻布中学校2年のときから、岡田三郎助に素描を学ぶ
- 1919年 東京美術学校（現：東京芸術大学）西洋画科に入学
- 1924年 東京美術学校卒業、渡仏
- 1925年 パリに移り、藤田嗣治に師事[1]
- 1939年 帰国
- 1940年 春陽会会員
- 1952年 芸術選奨文部大臣賞
- 1954年 最初の個展
- 1956年 『雪の発電所』が現代美術日本展最優秀賞を受ける（同作品は1957年、毎日美術賞）
- 1964年 日本芸術院賞受賞
- 1969年 日本芸術院会員
- 1972年 11月に文化勲章受章
- 1978年 心筋梗塞による心不全のため東京都大田区田園調布の病院で死去[2]、享年81（満79歳）

## 代表作品
- 『遊蝶花』(1951)【下関市立美術館所蔵】鹿之助は本作に不満で会場搬入後、持ち帰り2日間筆を加えたという逸話がある。なお『遊蝶花』という題は、グウルモンの詩『シモオヌ』上田敏訳で見つけたという。
- 『雪の発電所』(1956)【ブリヂストン美術館所蔵】
- 『花と廃墟』
- 『三色スミレ』
- 『塔』

## 著書・画集
- 『フランスの画家たち』中央公論社 1949、中央公論美術出版 1968
- 『油絵のマティエール』美術出版社 1953、新版1983
- 『フランスへの献花 岡鹿之助文集』美術出版社 1982
- 『ひたすら造形のことばで 岡鹿之助文集』中央公論美術出版 1998

### 画集
- 『日本現代画家選 岡鹿之助』美術出版社 1954
- 『日本百選画集 岡鹿之助』美術書院 1957
- 『岡鹿之助』今泉篤男文 美術出版社 1964
- 『日本の名画 47 岡鹿之助』大岡信編著 講談社 1973
- 『岡鹿之助作品集』美術出版社 1974
- 『現代日本の美術 11 鳥海青児・岡鹿之助』佐々木静一・本間正義解説 集英社 1975
- 『日本の名画 24 岡鹿之助』三木多聞編 中央公論社 1977
- 『岡鹿之助画集』美術出版社 1978
- 『岡鹿之助素描』牧羊社 1978
- 『特集岡鹿之助 アサヒグラフ別冊美術』小島茂編 朝日新聞社 1985

### 編纂
- 『世界の名画』全12巻 今泉篤男共編 美術出版社 1951-52
- 『日本の彫刻 上古-鎌倉』今泉篤男・瀧口修造共編 美術出版社 1960